# Sofularçiftliği, Sulakyurt
Sofularçiftliği là một xã thuộc huyện Sulakyurt, tỉnh Kırıkkale, Thổ Nhĩ Kỳ. Dân số thời điểm năm 2010 là 126 người.